# 11966 Plateau
11966 Plateau è un asteroide della fascia principale. Scoperto nel 1994, presenta un'orbita caratterizzata da un semiasse maggiore pari a 2,8334820 UA e da un'eccentricità di 0,0420897, inclinata di 0,99334° rispetto all'eclittica.
L'asteroide è intitolato al fisico belga Joseph Plateau.